# Говея
Гове́я (порт. Gouveia; [go(u)'vɐiɐ]) — город в Португалии, центр одноимённого муниципалитета в составе округа Гуарда. Находится в составе крупной городской агломерации Большое Визеу. По старому административному делению входил в провинцию Бейра-Алта. Входит в экономико-статистический субрегион Серра-да-Эштрела, который входит в Центральный регион. Численность населения — 3,9 тыс. жителей (город), 15,6 тыс. жителей (муниципалитет) на 2006 год. Занимает площадь 302,49 км².

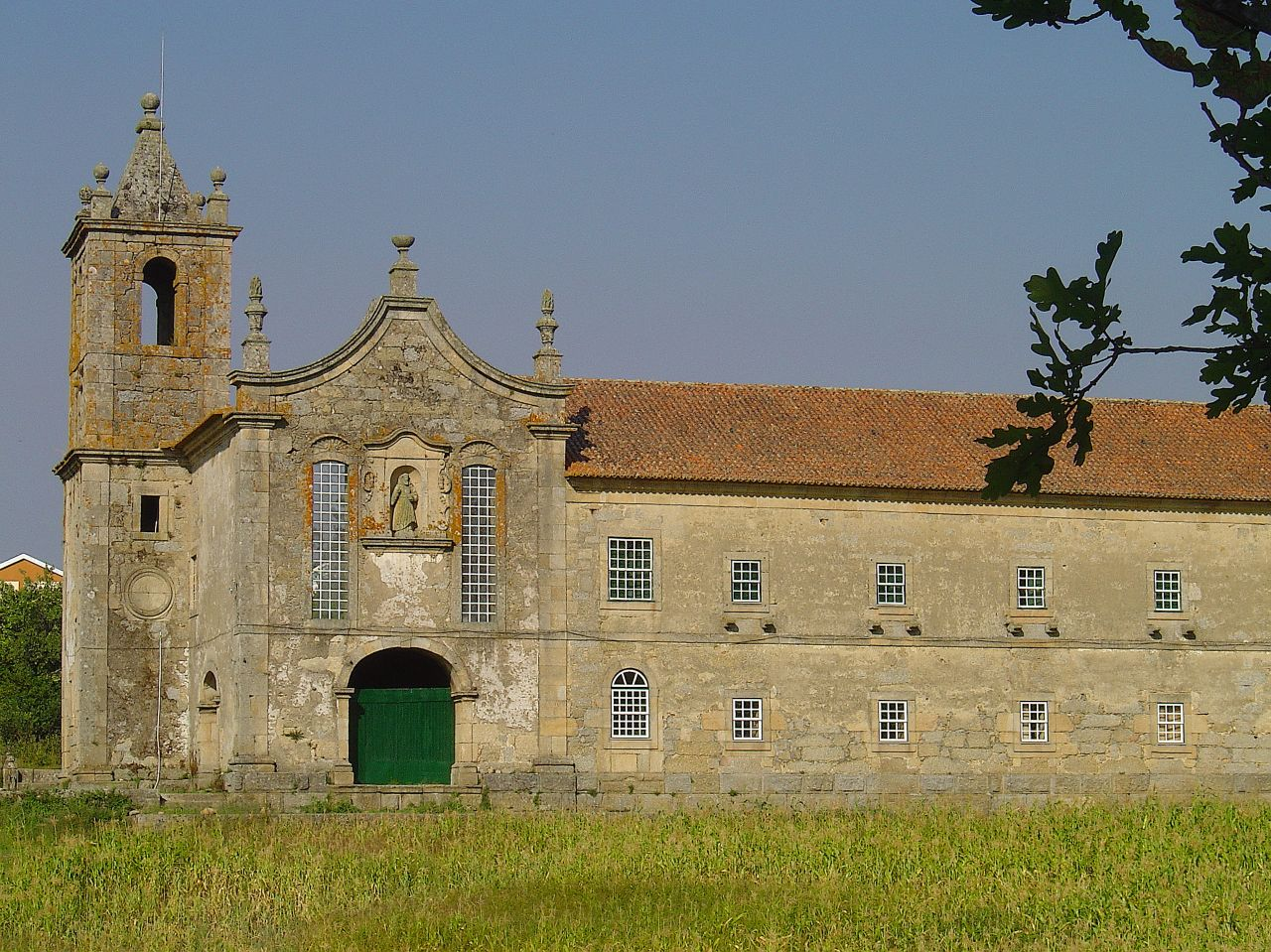

Покровителем города считается Иисус Христос (порт. Cristo).

## Расположение
Город расположен в 38 км на запад от адм. центра округа города Гуарда.
Муниципалитет граничит:
- на севере — муниципалитет Форнуш-де-Алгодреш
- на северо-востоке — муниципалитет Селорику-да-Бейра
- на востоке — муниципалитет Гуарда
- на юго-востоке — муниципалитет Мантейгаш
- на юго-западе — муниципалитет Сейя
- на северо-западе — муниципалитет Мангуалди

## История
Город основан в 1186 году.

## Население
| Численность населения муниципалитета по годам | Численность населения муниципалитета по годам | Численность населения муниципалитета по годам | Численность населения муниципалитета по годам | Численность населения муниципалитета по годам | Численность населения муниципалитета по годам | Численность населения муниципалитета по годам | Численность населения муниципалитета по годам | Численность населения муниципалитета по годам |
| --------------------------------------------- | --------------------------------------------- | --------------------------------------------- | --------------------------------------------- | --------------------------------------------- | --------------------------------------------- | --------------------------------------------- | --------------------------------------------- | --------------------------------------------- |
| 1801                                          | 1849                                          | 1900                                          | 1930                                          | 1960                                          | 1981                                          | 1991                                          | 2001                                          | 2004                                          |
| 7051                                          | 14 162                                        | 24 641                                        | 23 724                                        | 25 210                                        | 19 045                                        | 17 410                                        | 16 122                                        | 15 792                                        |

## Состав муниципалитета
В муниципалитет входят следующие районы:
1. Алдейяш
2. Аркозелу
3. Кативелуш
4. Фигейро-да-Серра
5. Фолгозинью
6. Фрейшу-да-Серра
7. Лагариньюш
8. Мангуалди-да-Серра
9. Мелу
10. Моимента-да-Серра
11. Набайш
12. Нешперейра
13. Пасуш-да-Серра
14. Рибамондегу
15. Риу-Торту
16. Сан-Жулиан
17. Сан-Пайю
18. Сан-Педру
19. Вила-Кортеш-да-Серра
20. Вила-Франка-да-Серра
21. Вила-Нова-де-Тазен
22. Виньо